# جوسپینا لئونه
جوسپینا لئونه (انگلیسی: Giuseppina Leone؛ زادهٔ ۲۱ december ۱۹۳۴ (۹۰ سال)) دونده زن اهل ایتالیا است.